# نوکبای (قایق)
نوکبای (قایق) (به انگلیسی: Noquebay) یک کشتی بود که طول آن ۲۰۵ فوت (۶۲ متر) بود. این کشتی در سال ۱۸۷۲ ساخته شد.